# Asteromella ludwigii
Asteromella ludwigii är en svampart som beskrevs av Petr. 1923. Asteromella ludwigii ingår i släktet Asteromella, klassen Dothideomycetes, divisionen sporsäcksvampar och riket svampar.   Inga underarter finns listade i Catalogue of Life.